# Son Tae-jin
Son Tae-jin (koreanisch 손태진; * 5. Mai 1988 in Gyeongsan) ist ein südkoreanischer Taekwondoin. Er wurde 2008 Olympiasieger im Federgewicht.
Seinen ersten internationalen Erfolg feierte Son bei der Juniorenasienmeisterschaft 2005 in Almaty, er gewann in der Klasse bis 63 Kilogramm den Titel. Im Jahr 2007 qualifizierte er sich beim internationalen Olympiaqualifikationsturnier in Manchester für die Olympischen Spiele 2008 in Peking. Im Vorfeld setzte er sich mannschaftsintern überraschend gegen Song Myeong-seob durch. Im olympischen Turnier zog Son in der Klasse bis 68 Kilogramm mit Siegen über Dennis Bekkers, Servet Tazegül und Sung Yu-chi ins Finale ein, wo er Mark Lopez knapp schlug und Olympiasieger wurde. In den Jahren nach den Spielen schaffte Son den Sprung in die Nationalmannschaft nicht und bestritt keine weiteren internationalen Titelkämpfe.